# Ninth Avenue Cemetery
Le Ninth Avenue Cemetery est un cimetière de la Première Guerre mondiale situé à Haisnes dans le département français du Pas-de-Calais.

## Sépultures
| Pays        | Sépultures |
| ----------- | ---------- |
| Royaume-Uni | 46         |
| Total       | 46         |

## Pour approfondir